# Le Crouzet
Le Crouzet är en kommun i departementet Doubs i regionen Bourgogne-Franche-Comté i östra Frankrike. Kommunen ligger i kantonen Mouthe som tillhör arrondissementet Pontarlier. År 2022 hade Le Crouzet 56 invånare.

## Befolkningsutveckling
Antalet invånare i kommunen Le Crouzet
Referens:INSEE